# Os long
Pour un article plus général, voir Os.
Les os longs sont des os qui sont plus longs que larges.

## Structure

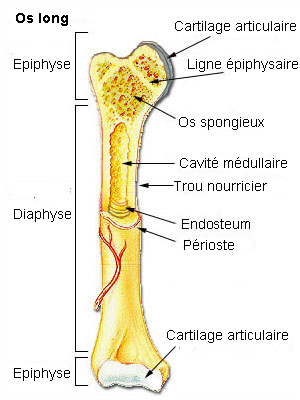
Structure d'un os long

Les os longs sont constitués d'un corps ou diaphyse et de deux extrémités ou épiphyses.

### Diaphyse
La diaphyse est généralement prismatique triangulaire recouvert d'une membrane extérieure de tissu conjonctif : le périoste.
Elle est constituée d'une gaine d'os cortical qui limite une cavité formant le canal médullaire remplie de moelle osseuse. La cavité médullaire est recouverte d'une mince membrane : l'endoste.

### Épiphyse
Les épiphyses sont plus ou moins renflées et portent des surfaces articulaires recouvertes de cartilages ou à défaut de périoste.
Les épiphyses sont constituées d'os compact enveloppant de l'os spongieux dont les aréoles communiquent avec le canal médullaire et sont remplies de moelle osseuse.

## Os longs humains
Le squelette humain possèdent les os longs suivants de haut en bas :
- les clavicules,
- les humérus,
- les radius,
- les ulnas,
- les métacarpiens,
- les phalanges de la main,
- les fémurs,
- les tibias,
- les fibulas,
- les métatarsiens,
- les phalanges du pied.

## Anatomie fonctionnelle
Les os longs, en particulier le fémur et le tibia, sont en général soumis à de forte charge et leur structure en travée osseuses est adaptée à cette fonction.
Les os longs de la jambe représentent chez l'humain près de la moitié de sa taille adulte en complément des vertèbres et du crâne.
La moelle osseuse des os long est une source hématopoïétique importante.

## Embryologie
Les os longs sont des os endochondraux à l'exception de la clavicule qui possède une partie endochondrale et une partie membraneuse.
La croissance longitudinale des os longs se réalise grâce aux cartilages épiphysaires intercalés entre la diaphyse et les épiphyses. Ces cartilages sont complètement ossifiés lorsque la croissance est terminée.
La croissance osseuse en longueur est stimulée par la production d'hormone de croissance (GH) sécrétée par le lobe antérieur de l'hypophyse.

## Aspect clinique
Il existe des maladies congénitales spécifiques des os longs comme la maladie des exostoses multiples provocant des déformations osseuses au niveau des épiphyses.
Elles peuvent également provoquer des défauts de croissance des os longs.
Les os longs peuvent être utilisés pour compenser des défauts de taille d'un individu par la technique de la distraction osseuse.